# Kutná Hora (huyện)
Huyện Kutná Hora (Okres Benešov trong tiếng Séc) là một huyện (okres) thuộc Vùng Trung Bohemia (Středočeský kraj) của Cộng hòa Séc. Huyện lỵ là Kutná Hora.

## Đô thị
(thị xã, phố thị và các xã)
Adamov -
Bernardov -
Bílé Podolí -
Bludov -
Bohdaneč -
Brambory -
Bratčice -
Církvice -
 Čáslav -
Čejkovice -
Černíny -
Červené Janovice -
Čestín -
Dobrovítov -
Dolní Pohleď -
Drobovice -
Hlízov -
Horka I -
Horka II -
Horky -
Horušice -
Hostovlice -
Hraběšín -
Chabeřice -
Chlístovice -
Chotusice -
Kácov -
Kluky -
Kobylnice -
Košice -
Krchleby -
Křesetice -
 Kutná Hora -
Ledečko -
Malešov -
Miskovice -
Močovice -
Nepoměřice -
Nové Dvory -
Okřesaneč -
Onomyšl -
Opatovice I -
Paběnice -
Pertoltice -
Petrovice I -
Petrovice II -
Podveky -
Potěhy -
Rašovice -
Rataje nad Sázavou -
Rohozec -
Řendějov -
Samopše -
Semtěš -
Schořov -
Slavošov -
Soběšín -
Souňov -
Staňkovice -
Starkoč -
Sudějov -
Suchdol -
Svatý Mikuláš -
Šebestěnice -
Štipoklasy -
Třebešice -
Třebětín -
Třebonín -
Tupadly -
Uhlířské Janovice -
Úmonín -
Úžice -
Vavřinec -
Vidice -
Vinaře -
Vlačice -
Vlastějovice -
Vlkaneč -
Vodranty -
Vrdy -
Záboří nad Labem -
Zbizuby -
Zbraslavice -
Zbýšov -
 Zruč nad Sázavou -
Žáky -
Žehušice -
Žleby